# Dättlikon

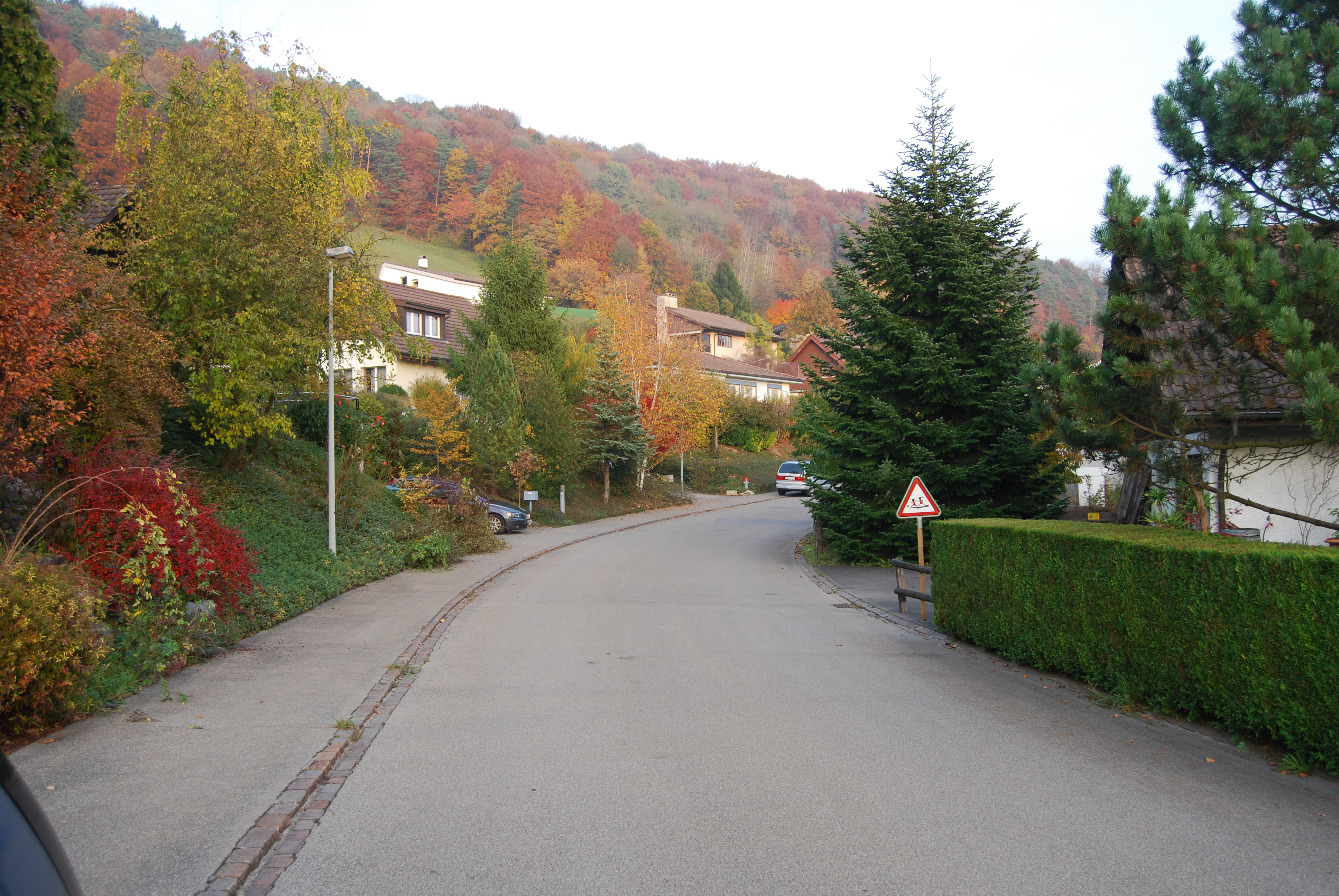
Quartierstrasse in Dättlikon

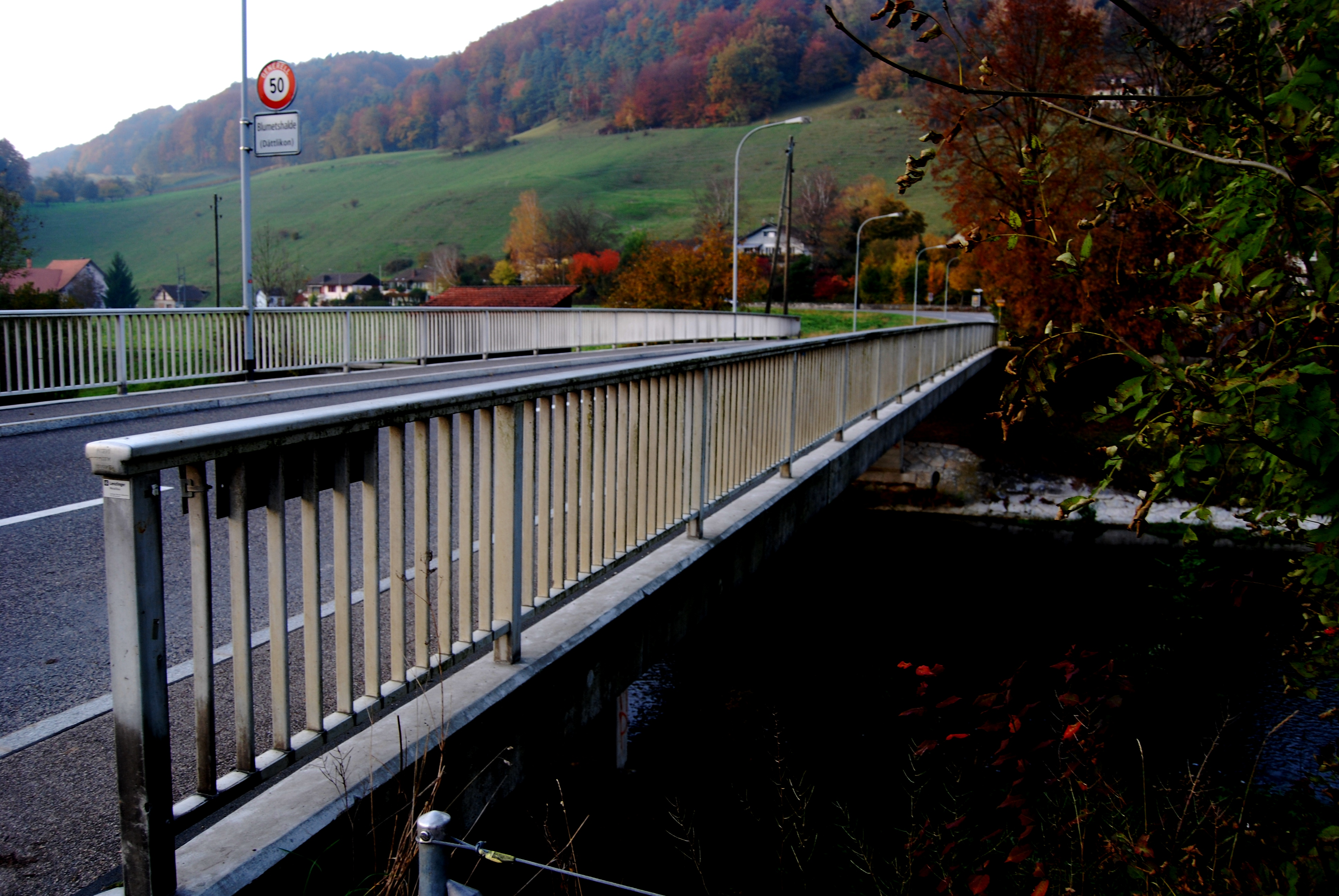
Tössbrücke von Pfungen nach Blumetshalden

Dättlikon ist eine politische Gemeinde des unteren Tösstals im Bezirk Winterthur des Kantons Zürich in der Schweiz. Ihr Mundartname lautet: Tädlike.

## Wappen
Blasonierung:
In Rot ein silbernes Rebmesser mit goldenem Griff, beseitet von zwei blauen Trauben mit grünem Stiel und Blatt, überhöht von einem gestürzten, gebildeten goldenen Halbmond

## Geographie
Dättlikon liegt als westlichstes Dorf des Bezirks Winterthur am Südhang des Irchel.
Dank mildem Klima, langer Sonnenscheindauer und der ruhigen Lage ist Dättlikon ein attraktiver Wohnort. Zur Gemeinde gehören auch die nach der Melioration in den 1970er Jahren entstandenen neuen Siedlungen Böckli, Deller und Blumetshalde an der Töss.

## Bevölkerung
| Jahr | Einwohner |
| ---- | --------- |
| 1634 | 156       |
| 1850 | 396       |
| 1900 | 354       |
| 1950 | 361       |
| 2000 | 536       |
| 2005 | 572       |
| 2010 | 746       |
| 2015 | 745       |
| 2020 | 799       |
| 2022 | 829       |

## Politik
Gemeindepräsidentin ist Johanna Vogel (parteilos, Stand 2023).
Bei den Nationalratswahlen 2023 betrugen die Wähleranteile in Dättlikon: SVP 35,27 % (−1,43), FDP 14,23 % (+2,26), SP 13,92 % (−0,78), glp 10,19 % (−4,63), Mitte 8,47 % (+4,42), Grüne 6,47 % (−4,52), EVP 5,28 % (+0,94), EDU 0,84 (−1,42).

## Verkehr
Die frühere Durchgangsstrasse nach Freienstein ist für den Autoverkehr gesperrt, so dass das Dorf ein beliebtes Naherholungsgebiet für Radfahrer und Wanderer der Region Winterthur ist. Dättlikon ist ein beliebter Startpunkt für die Besteigung des Irchel. Mit dem Auto gelangt man über Pfungen in 15 Minuten ins Zentrum Winterthurs oder in 20 Minuten an den Flughafen Zürich.
In der Regel verkehrt stündlich die Postautolinie 529 Pfungen – Dättlikon – Freienstein – Rorbas. Ab dem Bahnhof Pfungen wird ein Anschluss mit der S 41 Winterthur – Bülach an die S-Bahn Zürich gewährleistet.

## Bildung
Dättlikon beteiligt sich seit Beginn 2004/2005 am Grundstufenversuch des Kantons Zürich. In der Grundstufe sind die Kinder des Kindergartens und der ersten Klasse der Primarschule in einer Klasse zusammengefasst. Dadurch kann auf die Entwicklung der Kinder individuell eingegangen werden. Die Schüler sind üblicherweise während drei Jahren in der Grundstufe eingeteilt. Je nach Reife kann diese Zeit auch zwei bis vier Jahre dauern. Auch in der Primarstufe wird klassenübergreifend unterrichtet. Je ein Lehrer unterrichtet 2. und 3. Klasse sowie 4.–6. Klasse. Oberstufenschüler werden in der Nachbargemeinde Pfungen unterrichtet. Seit dem Schuljahr 2006/2007 bietet eine Tagesschule flexible Betreuung auch auswärtiger Kinder.